# Europameisterschaften im Gewichtheben 2020
Die Europameisterschaften im Gewichtheben 2020 sollten vom 13. bis 21. April 2020 in der russischen Hauptstadt Moskau ausgetragen werden. Aufgrund der COVID-19-Pandemie wurde das Turnier im Vorfeld abgesagt.